# Crysis (computerspel)
Crysis is een first-person shooter uit 2007 ontwikkeld door Crytek Frankfurt en uitgegeven door Electronic Arts. Het spel kwam voor Windows op 15 november 2007 in Australië uit en een dag later in Europa en Noord-Amerika. Op 4 oktober 2011 kwamen de versies voor de PlayStation 3 en Xbox 360 uit.

## Verhaal
In 2019 doet een Amerikaans team van onderzoekers op de Lingshan-eilanden in de Zuid-Chinese Zee een schokkende ontdekking. In een berg in het midden van het eiland vindt men een prehistorisch object dat ontzettend geavanceerd is. Noord-Korea is er als de kippen bij om het eiland in te nemen en af te sluiten van de buitenwereld. Het lukt de onderzoekers om een noodsignaal te verzenden dat wordt opgevangen door de Amerikaanse regering die vervolgens besluit om haar beste special forces uit te zenden. Dit zogenaamde US Special Forces-team wordt zeven dagen later midden in de nacht boven het eiland gedropt. De speler speelt als het personage Jack Dunn, met als bijnaam Nomad. Samen met 4 andere teamleden, Aztec, Psycho, Prophet en Jester, moet men de 5 leden van het onderzoeksteam zien te lokaliseren en evacueren.

## Multiplayer
De multiplayer van Crysis bevat twee varianten:

### Power Struggle
Power Struggle is een gevecht van maximaal 16 Amerikaanse soldaten tegen 16 Noord-Koreaanse soldaten. Beide teams vechten om Energy Sites en bunkers. De bunkers verzorgen een veilige beginplek, de Energy Sites voeden de Prototype Factory die de bouw van superwapens mogelijk maakt. Deze superwapens kunnen door de spelers gekocht worden van zogenaamde Prestige-punten: deze worden behaald door het doden van tegenstanders.
Met deze superwapens, ofwel speciale tanks ofwel een handwapen, kan de basis van de tegenstander worden vernietigd. Ook is het gedurende het gehele spel mogelijk om tanks en wapens te kopen. De maps zijn Shore (uit missie Recovery), Plantation (uit Relic), Mesa en Beach (bron onbekend).

### Instant Action
Geen respawn-tijd, en alle wapens van het spel (exclusief de TAC-cannon) zijn beschikbaar, in de gebieden Armada (uit Reckoning), Steel Mill, Quarry (beide uit Awakening) en Outpost (bron onbekend).

## Crysis Warhead
Crytek had aangekondigd dat er een nieuwe titel door hen werd ontwikkeld: Crysis Warhead. Deze uitbreiding van het origineel kwam in september 2008 uit voor de pc. In dit spel kruipt de speler in de huid van Psycho, een ander Raptor-teamlid en maakt mee wat er aan de andere kant van het eiland met hem gebeurd is. Dit is dus geen vervolg van het verhaal, maar een stand-alone-uitbreiding. Het verhaal loopt parallel aan dat van Crysis.

### Levels
Call me IshmaelDit level begint tijdens level 'Assault' van Crysis. De speler krijgt wat uitleg over de besturing en daarna komt hij of zij een kleine patrouille van het KPA tegen, die vrij makkelijk te doden zijn. Daarna moet er een strand veiliggesteld worden waar veel mensen rondlopen en ook de nodige gepantserde voertuigen zich bevinden.
Shore leaveDit level begint precies waar geëindigd werd bij Call me Ishmael. Eerst moet er een stuk bos doorgevochten worden, daarna moet de speler naar de zojuist neergestorte F-35C van een oude vriend toelopen, om de vluchtrecorder op te halen. Daarvoor moet er weer een flink stuk bos door gevochten worden. Daarna, als hij de recorder heeft, gaat hij in een gepantserd voertuig de weg veiligstellen voor de piloot van dit vliegtuig. Hiermee moet hij Psycho zich een weg banen naar een haven. Daarna moet er nog een haven veiliggesteld worden. Dit is een vrij groot level.
Adapt or PerishNadat hij in level Shore leave in de haven is gekomen en een onderzeeër is binnengekomen, wordt hij gevangengenomen en gemarteld. Hieraan komt echter een eind als ineens het halve eiland bevroren is. Door zijn nanosuit overleeft hij zelf de kou, maar de aanvallers niet. Hij is dus weer vrij, en springt uit de onderzeeër die ondertussen naar een andere haven is gevaren. Hier is de eerste confrontatie met vijandelijke nanosuitsoldaten en aliens. Buiten de onderzeeër moeten er wat soldaten uitgeschakeld worden, om vervolgens met een hovercraft een Noord-Koreaanse kolonel te achtervolgen, door een wereld vol met aliens. Uiteindelijk komt hij bij een groep vriendschappelijke troepen, waarmee hij samen een gigantische alien verslaat.
Froze ParadiseNadat de aliens verslagen zijn, gaat Psycho door een tunnel, met daarna een vastgelopen vliegdekschip. Dit vliegdekschip moet geïnfiltreerd worden. Dan moet hij naar boven het schip weer uit zien te komen en de achtervolging op de kolonel gaat verder. Aan het eind is er weer een groot gevecht met allemaal aliens, als hij een team moet beschermen terwijl ze een tunnel openmaken.
Below the thunderHier moet er een weg gevonden worden naar een ondergronds treinstation, waar waarschijnlijk een kernbom ligt. Uitgebreide confrontaties met het KPA is het resultaat.
From hell's heartPsycho zit op de trein die de gezochte 'bom' vervoert, terwijl die ineens gaat rijden. Door middel van aanwezige wapens dient de trein verdedigt te worden tegen tegenstanders. Dit zijn zowel het KPA als de aliens, iedereen valt de trein aan.
All the FuryLaatste level. Eerst moet hij, nadat hij van de trein komt, naar een vliegveld toe. Dit is niet al te moeilijk. Nu begint het grootste deel: het veiligstellen van het vliegveld. Daarna moet er een verkeerstoren bereikt worden, om een transportvliegtuig te laten komen. Een vijandelijk alienvliegtuig verschijnt. Het vliegveld wordt massaal aangevallen, omdat hier de lading van de trein is, waarvan de lading nog niet duidelijk is. Psycho moet zich een weg vechten naar nog een grote alien en die verslaan met een nieuw superwapen. Als deze 'eindbaas' gedood is, gaat hij naar de container toe met de lading en komt hij samen met O'neill, een oude vriend die nu piloot is, erachter dat er helemaal geen kernbom in zit: het is een dode alien, die zichzelf niet kon vernietigen. Het is dus een erg waardevol onderzoeksobject. Dit verklaart ook waarom de aliens de trein en het vliegveld aanvielen. Als de container wordt opgehaald eindigt het spel.

## Trivia
- Het spel is opgenomen in het boek 1001 Video Games You Must Play Before You Die van Tony Mott.
- Crysis was in 2007 en lange tijd erna een spel dat een (zeer) snelle computer vereiste, het werd zelfs een meme op het internet:  "But can it run Crysis?"